# Lobelia shaferi
Lobelia shaferi är en klockväxtart som beskrevs av Ignatz Urban. Lobelia shaferi ingår i släktet lobelior, och familjen klockväxter.
Artens utbredningsområde är Kuba. Inga underarter finns listade i Catalogue of Life.